# Katastrofa kutra u wybrzeży Lampedusy
Katastrofa kutra u wybrzeży Lampedusy – katastrofa morska, która wydarzyła się 3 października 2013 w okolicach Lampedusy, u wybrzeży wysp Pelagijskich na Morzu Śródziemnym we Włoszech, w czasie kryzysu migracyjnego w Europie. W wyniku zatonięcia kutra 366 osób poniosło śmierć, a 155 zostało ocalonych. Za zaginionych uznano 20 osób.